# Gonçalo Vasques de Moura
Gonçalo Vasques de Moura foi um Rico-homem do Reino de Portugal, Cavaleiro do Reino de Castela e o 3.º Alcaide-mor de Moura e o primeiro da sua linhagem a usar o apelido Moura. Passou ao Reino de Castela com a rainha D. Maria de Portugal, filha do rei D. Afonso IV de Portugal e de Beatriz de Castela, e que foi rainha de Castela, com o seu casamento com o rei D. Afonso XI de Castela que o nomeou Cavaleiro.

## Relações familiares
Foi filho de Vasco Martins Serrão de Moura e de Teresa Pires de Góis, filha de Pedro Salvadores, senhor de Góis, e de Maria Nunes.  Casou com Marianes, irmã de Afonso Anes de Brito, chamado Clérigo de Évora, de quem teve:
1. Vasco Martins, sem filhos[3]
2. Álvaro Martins, sem filhos[3]
3. Gonçalo Vasques de Moura,[3] que foi o 4.º Alcaide de Moura [carece de fontes?] e casado com Inês Álvares, filha de Álvaro Gonçalves de Sequeira e de Dona Beatriz Fernandes de Cambra.[3]
4. Martim Vasques, sem filhos[3]
5. Nuno Gonçalves, sem filhos[3]
6. Gomes Gonçalves, sem fihos[3]
7. Ayres Gonçalves, casado com uma vilã de Évora[3]
8. D. Mor Gonçalves[3]
9. D. Maria Gonçalves[3]